# Lacrimosa (Lutosławski)
Lacrimosa voor sopraan, koor en orkest is een compositie van Witold Lutosławski. Het schreef het werk als onderdeel van een requiem, maar dat onvoltooid werd. Een ander requiemfragment overleefde de Opstand van Warschau (1944) niet. Tevens was het een eindexamenstuk. 
Het Lacrimosa werd voor het eerst uitgevoerd in oktober of november 1938 door Helena Warpechowska (sopraan), het Filharmonisch Orkest van Warschau onder leiding van Tadeusz Wilczak
Het Lacrimosa is geschreven voor:
- sopraan,
- eventueel ondersteund door een gemengd koor: sopranen, alten, tenoren, baritons,
- 2 dwarsfluiten, 3 hobo’s, 3 klarinetten, 3 fagotten,
- 4 hoorns, 3 trompetten, 1 trombone, 1 tuba,
- pauken,
- violen, altviolen, celli, contrabassen.

## Discografie
- Uitgave Naxos: Olga Pasichnyk met het Pools Nationaal Radio-Symfonieorkest en koor o.l.v. Antoni Wit